# Chalino Sánchez
Rosalino Sánchez Félix, dit Chalino Sánchez, est un auteur-compositeur-interprète mexicain né le 30 août 1960 à Rancho Las Flechas et mort le 15 mai 1992 à Culiacán. Surnommé à titre posthume « El Rey del Corrido » (en français : « Le Roi du Corrido »), il est considéré comme l'un des chanteurs de narcocorrido mexicains les plus importants de la fin du XXe siècle. Il a également composé plusieurs chansons romantiques détachées de la thématique de la drogue.

## Biographie

### Jeunesse et carrière
Rosalino Sánchez Félix naît à « Las Flechas », un petit ranch situé à El Guayabo, une zone rurale pauvre et violente de Sinaloa. Rapidement, il délaisse son prénom Rosalino, qu'il considère comme trop féminin, et utilise le surnom « Chalino ». Il est le cadet d'une famille de huit enfants. Ses parents sont Santos Sánchez, qui meurt alors que Chalino n'a que six ans, et Senorina Félix.
À quinze ans, Sanchez abat un homme qui a violé sa sœur. Il déménage ensuite à Tijuana où il travaille comme « coyote », aidant des migrants sans papiers à traverser la frontière mexicano-américaine. En 1977, Sánchez fuit aux États-Unis pour éviter les forces de l'ordre mexicaines. Il travaille dans plusieurs fermes entre l'État de Washington et celui de l'Oregon, puis emménage en 1984 avec sa tante à Inglewood, en Californie. Il y travaille à la plonge, vend des voitures ainsi que de petites quantités de cannabis et de cocaïne. Il est également le chauffeur personnel de Rigo Campos, le propriétaire d'un restaurant à Bell Gardens qui était impliqué dans le trafic de stupéfiants local, et qui est finalement tué par un gang rival. En parallèle, Chalino Sánchez aide son frère aîné, Armando, à développer un réseau d'immigration illégale.
En 1984, Chalino Sánchez rencontre Marisela Vallejos, originaire de Mexicali, en Baja California, par l'intermédiaire d'un cousin. Le couple se marie alors qu'elle est enceinte de leur fils, Adán Sánchez, et a plus tard une fille, Cynthia Sánchez Vallejos. Le couple reste marié jusqu'à la mort de Chalino neuf ans après leur mariage.
La même année, son frère Armando est assassiné dans un hôtel de Tijuana, ce qui l'inspire à composer son premier corrido intitulé « Recordando A Armando Sánchez ». Alors qu'il purge une peine de prison pour des délits mineurs, il compose des chansons inspirées de l'histoire de ses codétenus sous la forme de ballades sentimentales. La plupart des autres prisonniers étaient condamnés pour trafic de drogues et illettrés, et Chalino était payé pour ses compositions en cash, montres et armes,.
Sánchez est par la suite présenté à Ángel Parra qui lui propose d'enregistrer ses premières démos dans son studio d'enregistrement avec un groupe norteño, Los 4 De La Frontera. Il enregistre 15 chansons en 1987, qui sont partagées aux clients potentiels sur cassette. Lors de la troisième session d'enregistrement, ses clients commandent de nouvelles cassettes pour leurs amis, et Parra propose de produire 300 cassettes d'un coup, qui sont vendues facilement et poussent le duo à en produire encore davantage. Chalino Sánchez vendait ses cassettes depuis le coffre de sa voiture lors de marchés aux puces, et les interprétait lors de quinceañeras et de baptêmes.
En 1989, Chalino Sánchez quitte ses différents emplois pour se consacrer entièrement à la musique, forme son propre label discographique et traverse la ville pour vendre ses cassettes. L'année précédente, il fait la rencontre de Nacho Hernández, dont le groupe Los Amables del Norte l'accompagne sur tous ses concerts. Sánchez accède à une certaine renommée en Californie du Sud et joue dans plusieurs salles de la région, dont l'El Parral Nightclub de South Gate et l'El Farallon Nightclub de Lynwood,.
Chalino Sánchez fait la rencontre d'un autre migrant mexicain, Pedro Rivera, qui venait de créer Cintas Acuario, un petit studio d'enregistrement situé à Long Beach, et où Sánchez signe un contrat d'enregistrement. Pedro Rivera, le père de Lupillo Rivera, Juan Rivera et Jenni Rivera, est l'un des premiers à publier à diffuser les albums de Chalino.

### Fusillade de Coachella
Le 25 janvier 1992, Sánchez joue au Plaza Los Arcos, un restaurant et une boîte de nuit situé à Coachella, en Californie, devant 400 personnes. Eduardo Galledos, un mécanicien au chômage de 32 ans originaire de Thermal sous l'emprise d'héroïne et d'alcool, demande que la chanson « El Gallo de Sinaloa » soit jouée. Immédiatement après, Galledos saute sur scène et tire à quatre reprises en direction de Chalino. En réponse, il tire sur Gallegos, puis son arme s'enraye et il la jette sur son assaillant.
Les tirs de Gallegos touchent Chalino à deux reprises au torse, près de son aisselle, et touchant son poumon ; une autre balle touche l'accordéoniste à la cuisse. Les tirs de Sánchez ratent Gallegos et tuent accidentellement Claudio Rene Carranza, âgé de 20 ans. Au total, neuf à quinze balles sont tirées et environ dix personnes sont touchées,. Gallegos est maîtrisé au sol par un spectateur, et se tire une balle dans la bouche à l'aide de sa propre arme. Gallegos et Sánchez sont conduits au Desert Regional Hospital de Palm Springs dans un état critique.
Eduardo Gallegos, qui survit à ses blessures, est condamné pour tentative de meurtre à de la prison à vie ; il est libéré sous conditions en 2023,.
La fusillade accorde à Chalino Sánchez une certaine exposition médiatique, et ses ventes de cassettes et passages à la radio augmentent de manière exponentielle, surtout sa chanson « Nieves de Enero ». Lors de son concert suivant organisé à Los Angeles, la boîte de nuit est à guichets fermés six heures avant son arrivée.

## Meurtre
Après la fusillade de janvier 1992 et son accès à la célébrité, Chalino Sánchez commence à craindre pour sa vie. Il donne sa collection d'armes à ses amis et vend les droits de ses chansons à Musart Records, recevant juste assez d'argent pour permettre à sa femme de s'acheter une maison mais privant sa famille des éventuelles royalties liées à ses chansons.
Le 16 mai 1992, lors d'un concert au Salón Bugambilias à Culiacán, Chalino Sánchez reçoit une note écrite d'un spectateur dans la foule. Il est largement considéré que cette note était une menace de mort, sans que cela puisse toutefois être prouvé,. Une vidéo montre Sánchez lisant la note, montrant des signes d'inquiétude, puis froissant la note et commençant à chanter.
Après minuit, Chalino Sánchez quitte la boîte de nuit avec deux de ses frères, un cousin et plusieurs jeunes femmes. Leur véhicule est abordé par un groupe d'hommes armés roulant à bord de plusieurs Chevrolet Suburban de couleur noire. Ils annoncent faire partie de la police et montrent leur carte de police, demandant à Sánchez de les suivre car leur commandant souhaitait le voir. Sánchez accepte et monte dans l'une des voitures.
Le lendemain matin, deux agriculteurs découvrent le corps de Chalino Sánchez près d'un canal d'irrigation, à proximité de la Mexican Federal Highway 15, proche du quartier de Los Laureles, à Culiacán. Il avait les yeux bandés, et ses poignets avaient des traces de cordes. Il est tué de deux balles dans l'arrière du crâne. Chalino Sánchez est enterré à Los Vasitos, Sinaloa, au Mexique.

## Style artistique et héritage
Chalino Sánchez n'a jamais suivi de cours de chant ; il considérait son chant comme des « aboiements » et savait qu'il sonnait souvent faux. Toutefois, ses chansons sont appréciées pour leur sincérité et les thèmes qu'elles évoquent. La grande majorité d'entre elles traitent de véritables crimes commis dans son cercle proche. On disait de lui qu'il était « moitié Billy the Kid, moitié Bill Monroe ». Ses fans ne le considéraient pas seulement comme un bon chanteur, mais aussi comme « quelqu'un de vrai ». Sánchez chantait ses chansons dans une cadence sinaloaine et en argot, ce qu'aucun chanteur majeur n'avait fait jusqu'alors.
Après sa mort, la popularité de Sánchez a grimpé en flèche ; sa veuve connaissait 150 chanteurs qui reprenaient les chansons de son mari. Des extraits de ses chansons ont également été utilisés pour créer de nouvelles chansons. La musique de Sánchez est toujours diffusée à la radio et reste populaire auprès des auditeurs hispaniques. Il a également reçu des éloges d'artistes extérieurs à son public cible, comme le rappeur Snoop Dogg.
En 2019, un court métrage intitulé Chalino, réalisé par Michael T. Flores, est diffusé en avant-première au Festival international du film latino de Los Angeles (LALIFF). Un podcast en huit épisodes retraçant la vie de Sánchez et les circonstances de sa mort, Ídolo: The Ballad of Chalino Sánchez, est publié en février 2022,. En 2023, une série documentaire télévisée intitulée Nunca Tuvo Miedo est diffusée sur Vix. Un biopic sur la vie de Sánchez, avec David Castañeda dans le rôle principal, est en cours de production.

## Discographie
- Alma Enamorada (1992)
- Nieves De Enero (1992)

## Documentaires
- Chalino Sanchez: Una Vida De Peligros (2004)[32]
- Pura Raza Chalino Sanchez Vida y Muerte (2006)[33]
- Chalino (2018)[34]
- Nunca Tuvo Miedo (2023)[35]